# Le Beugnon
Le Beugnon és un municipi francès situat al departament de Deux-Sèvres i a la regió de la Nova Aquitània. L'any 2007 tenia 331 habitants.

## Demografia

### Població
El 2007 la població de fet de Le Beugnon era de 331 persones. Hi havia 144 famílies de les quals 44 eren unipersonals (32 homes vivint sols i 12 dones vivint soles), 48 parelles sense fills, 40 parelles amb fills i 12 famílies monoparentals amb fills.
La població ha evolucionat segons el següent gràfic:
Habitants censats

### Habitatges
El 2007 hi havia 207 habitatges, 148 eren l'habitatge principal de la família, 39 eren segones residències i 20 estaven desocupats. Tots els 207 habitatges eren cases. Dels 148 habitatges principals, 120 estaven ocupats pels seus propietaris, 25 estaven llogats i ocupats pels llogaters i 3 estaven cedits a títol gratuït; 5 tenien dues cambres, 22 en tenien tres, 37 en tenien quatre i 84 en tenien cinc o més. 112 habitatges disposaven pel capbaix d'una plaça de pàrquing. A 79 habitatges hi havia un automòbil i a 67 n'hi havia dos o més.

### Piràmide de població
La piràmide de població per edats i sexe el 2009 era:
| Homes | Edats   | Dones |
| ----- | ------- | ----- |
| 0     | 95 o +  | 0     |
| 0     | 90 a 94 | 4     |
| 0     | 85 a 89 | 12    |
| 0     | 80 a 84 | 0     |
| 12    | 75 a 79 | 4     |
| 8     | 70 a 74 | 24    |
| 24    | 65 a 69 | 8     |
| 8     | 60 a 64 | 24    |
| 4     | 55 a 59 | 12    |
| 4     | 50 a 54 | 4     |
| 12    | 45 a 49 | 4     |
| 8     | 40 a 44 | 12    |
| 20    | 35 a 39 | 12    |
| 20    | 30 a 34 | 16    |
| 4     | 25 a 29 | 8     |
| 8     | 20 a 24 | 4     |
| 8     | 15 a 19 | 12    |
| 16    | 10 a 14 | 8     |
| 8     | 5 a 9   | 8     |
| 4     | 0 a 4   | 12    |

## Economia
El 2007 la població en edat de treballar era de 204 persones, 123 eren actives i 81 eren inactives. De les 123 persones actives 112 estaven ocupades (61 homes i 51 dones) i 11 estaven aturades (5 homes i 6 dones). De les 81 persones inactives 35 estaven jubilades, 19 estaven estudiant i 27 estaven classificades com a «altres inactius».

### Ingressos
El 2009 a Le Beugnon hi havia 147 unitats fiscals que integraven 325 persones, la mediana anual d'ingressos fiscals per persona era de 13.151 €.

### Activitats econòmiques
Dels 12 establiments que hi havia el 2007, 4 eren d'empreses de construcció, 2 d'empreses d'hostatgeria i restauració, 1 d'una empresa immobiliària, 4 d'empreses de serveis i 1 d'una entitat de l'administració pública.
Dels 5 establiments de servei als particulars que hi havia el 2009, 2 eren paletes, 1 lampisteria, 1 restaurant i 1 agència immobiliària.
L'any 2000 a Le Beugnon hi havia 27 explotacions agrícoles que ocupaven un total de 1.113 hectàrees.

## Poblacions més properes
El següent diagrama mostra les poblacions més properes.